# مختار غيازة
مختار غيازة مواليد 15 نوفمبر 1986 في صفاقس، تونس، هو لاعب كرة سلة تونسي محترف. بدأ مسيرته الاحترافية في سنة 2006. يلعب مع النادي الإفريقي في بطولة تونس لكرة السلة للرجال كلاعب وسط. يحمل الرقم 11. يبلغ طوله 6 قدم 9 بوصة (2.1 م). مثّل منتخب بلاده. شارك في دورة الألعاب الأولمبية الصيفية سنة 2012.

## النشأة
لعب لصالح نادي الزهراء لكرة السلة والنادي الأفريقي في الدوري التونسي لكرة السلة.

## مسيرته مع المنتخب التونسي لكرة السلة
كان غيازة عضوا في منتخب تونس الوطني لكرة السلة الذي احتل المركز الثالث في بطولة أمم أفريقيا لكرة السلة 2009، حيث تأهلت تونس للمرة الأولى إلى بطولة العالم لكرة السلة. شارك مع المنتخب التونسي في مباراة ضد الكاميرون حيث فاز المنتخب التونسي وحصل على الميدالية البرونزية، إذ تاهل الفريق التونسي إلى بطولة العالم 2010.

## روابط خارجية
- مختار غيازة على موقع الاتحاد الدولي لكرة السلة (الإنجليزية)
- مختار غيازة على موقع كرة السلة الأوروبية.كوم (الإنجليزية)
- مختار غيازة على موقع ريلجم (الإنجليزية)
- مختار غيازة على موقع بروبوليرز (الإنجليزية)
- مختار غيازة على موقع سبورتس رفرنس (الإنجليزية)
- مختار غيازة على موقع أوليمبيديا (الإنجليزية)